# Stefano Macina
Stefano Macina (* 23. Januar 1956) ist ein san-marinesischer Politiker.
Macina war von 1984 bis 1991 Generalsekretär der Gewerkschaft CSDL 1992 wurde er Sekretär des Partito Progressista Democratico Sammarinese (PPDS). Er wurde erstmals 1993 in das san-marinesische Parlament, den Consiglio Grande e Generale, gewählt. Bei den Wahlen 1998 zog er erneut auf der Liste des PPDS ins Parlament ein.  Nach der Kabinettsumbildung im März 2000 beteiligte sich der PPDS an der Regierung und Macina wurde bis Juli 2001 Arbeitsminister (Segretario di Stato per il Lavoro, la Programmazione Economica, Comercio con l’Estero e la Cooperazione).
Anfang 2001 schloss sich der PPDS mit den Riformisti Democratici und den Socialisti Idee in Movimento zum Partito dei Democratici (PdD) zusammen. Macina wurde auf der Liste des PdD 2001 erneut ins Parlament gewählt. Nach den Wahlen 2001 war der PdD in der Opposition. Macina leitete von Juli 2002 bis Februar 2003 den Außenausschuss des Parlaments. Von 2003 bis 2006 war er Direktor des Einkaufszentrums Centro Commerciale Azzurro in Serravalle. Im Jahr 2005 vereinigten sich PdD und der Partito Socialista Sammarinese zum Partito dei Socialisti e dei Democratici (PSD). Macina wurde 2006 und 2008 auf der Liste des PSD wieder in den Consiglio Grande e Generale gewählt.
Nach den Parlamentswahlen im Juni 2006 bildeten PDCS, Alleanza Popolare, PSD und Sinistra Unita gemeinsam die Regierung. Macina wurde bis zum Ende der Legislaturperiode 2008 Finanzminister (Segretario di Stato alle Finanze e Bilancio, Poste e Azienda Filatelica e Numismatica). Von 2008 bis 2012 war der PSD in der Opposition. Macina wurde Mitglied im Consiglio dei XII und im Finanzausschuss.
Bei den Parlamentswahlen im November 2012 erreichte Macina Platz 12 auf der Liste des PSD, der 10 Mandate gewann. Er rückte jedoch in den Consiglio Grande nach, da der PSD drei Minister stellte, deren Parlamentssitze während ihrer Kabinettszugehörigkeit ruhen. Macina wurde erneut Mitglied im Consiglio dei XII und im Finanzausschuss. Er war außerdem Mitglied im Justizausschuss, dessen Vorsitz er von Valeria Ciavatta übernahm, als diese von April bis Oktober 2014 als Capitano Reggente amtierte. Er wurde stellvertretender Fraktionsvorsitzender des PSD und nachdem die PSD-Fraktionsvorsitzende Denise Bronzetti im September 2013 aus der Partei austrat, folgte Macina als Fraktionsvorsitzender. Im April 2015 wurde Gerardo Giovagnoli Nachfolger Macinas im Fraktionsvorsitz. Nachdem gegen Macina im Zusammenhang mit dem Conto Mazzini-Skandal Anklage erhoben wurde, verzichtete er am 21. Mai 2015 auf sein Parlamentsmandat.
Stefano Macina war Präsident des San Marinol Baseball Clubs und ist derzeit (2015) Sekretär des Clubs. Er ist verheiratet und Vater einer Tochter.